# Roncola
Roncola é uma comuna italiana da região da Lombardia, província de Bérgamo, com cerca de 631 habitantes. Estende-se por uma área de 5 km², tendo uma densidade populacional de 126 hab/km². Faz fronteira com Almenno San Bartolomeo, Bedulita, Capizzone, Caprino Bergamasco, Costa Valle Imagna, Palazzago, Sant'Omobono Imagna, Strozza, Torre de' Busi (LC).

## Demografia
| Variação demográfica do município entre 1861 e 2011                               |
|                                                                                   |
| Fonte: Istituto Nazionale di Statistica (ISTAT) - Elaboração gráfica da Wikipedia |